# Asia (Mythologie)
Asia (altgriechisch Ἀσία Asía) ist eine Okeanide der griechischen Mythologie, eine Tochter des Okeanos und der Tethys.
Sie ist in der Bibliotheke des Apollodor und bei Aischylos die Gattin des Titanen Iapetos und Mutter von Prometheus, Atlas, Epimetheus und Menoitios. Bei Hesiod wird als Mutter die Okeanide Klymene genannt.
Nach Herodot ist sie die Gattin des Prometheus. Nach ihr soll der Kontinent Asien benannt worden sein.